# Caecopilumnus
Caecopilumnus is een geslacht van kreeftachtigen uit de klasse van de Malacostraca (hogere kreeftachtigen).

## Soorten
- Caecopilumnus crassipes (Tesch, 1918)
- Caecopilumnus hirsutus Borradaile, 1902
- Caecopilumnus loculatus Ng & Rahayu, 2014
- Caecopilumnus piroculatus (Rathbun, 1911)